# Abomey
Abomey er en by i Benin og var hovedstad for det gamle kongerige Dahomey.
Byens kongelige paladser  er på UNESCOs verdensarvsliste.
- Wikimedia Commons har flere filer relateret til Abomey